# Christina Jasson
Christina 'Chrissie' Jasson là một thư ký và đoàn viên công đoàn Nam Phi từ Cảng Elizabeth, người bị buộc tội phản quốc tại Phiên tòa Rivonia.

## Đầu đời
Christina Jasson sinh năm 1928. Cô làm nhân viên bán hàng ở Cảng Elizabeth.

## Hoạt động chính trị
Hoạt động chính trị của cô liên quan đến việc lãnh đạo một số cuộc đình công và cô đã tích cực trong phong trào công đoàn nơi cô tổ chức thực phẩm, công nhân đóng hộp và công nhân dệt may. Cô đã làm việc cùng với Leslie Massina, Raymond Mhlaba, Wilton Mkwayi, Vuyisile Mini và Frances Baard.
Bà làm thư ký cho Ủy ban Hành động Đông Cape từ năm 1954 đến 1955. Jasson được bầu vào ủy ban điều hành quốc gia của Liên đoàn Phụ nữ Nam Phi tại hội nghị thành lập được tổ chức tại Hội trường Thương mại ở Johannesburg, vào ngày 17 tháng 4 năm 1954. đã tham gia hội nghị thành lập năm 1955 của Đại hội Công đoàn Nam Phi (SACTU) đại diện cho Liên minh Công nghiệp Công nhân Dệt may. Cô là thành viên ủy ban điều hành của Hội nghị Quốc gia SACTU năm 1956. Cô có thai khi bị buộc tội phản quốc và đứng ra xét xử tại Phiên tòa Rivonia. Cô nằm trong chuỗi những kẻ đồng mưu thứ hai. 156 bị cáo đã bị bắt và đưa đến nhà tù ở thành phố Johannesburg, được gọi là 'Pháo đài', nơi nam và nữ bị tách ra. Người ta biết rất ít về những điều kiện mà những người phụ nữ phải đối mặt trong thời gian ở tù. Con gái bà được sinh ra trong quá trình xét xử. Các tội phản quốc đã được bỏ đi sau đó. Bà đã qua đời năm 1999.